# Elizabeth Becker-Pinkston
Elizabeth Anna "Betty" Becker-Pinkston, née le 6 mars 1903 à Philadelphie et morte le 6 avril 1989 à Détroit, est une plongeuse américaine. Elle est l'épouse du plongeur Clarence Pinkston.

## Carrière
Elle participe aux Jeux olympiques d'été de 1924 à Paris, remportant la médaille d'or en tremplin et la médaille d'argent en haut-vol.
Elle est médaillée d'or en plateforme aux Jeux olympiques d'été de 1928 à Amsterdam.
Elle intègre l'International Swimming Hall of Fame en 1967.